# Эмпедокл (Секретные материалы)
«Эмпедокл» (англ. «Empedocles») — 17-й эпизод 8-го сезона сериала «Секретные материалы». Премьера состоялась 22 апреля 2001 года на телеканале FOX. Эпизод принадлежит к типу «монстр недели» и никак не связан с основной «мифологией сериала», заданной в первой серии.
Режиссёр — Барри К. Томас, автор сценария — Грег Уокер, приглашённые звёзды — Аннабет Гиш, Рон Кэнада, Дениз Кросби, Джей Андервуд, Джейк Фриц.
В США серия получила рейтинг домохозяйств Нильсена, равный 7,3, который означает, что в день выхода серию посмотрели 12,46 миллионов человек.
Главные герои серии — Джон Доггетт (Роберт Патрик), Фокс Малдер (Дэвид Духовны) и Дана Скалли (Джиллиан Андерсон), агенты ФБР, расследующие сложно поддающиеся научному объяснению преступления, называемые Секретными материалами.

## Сюжет
Моника Рейс просит Малдера помочь в расследовании убийства и его связи с нераскрытым убийством сына Доггетта. Вскоре Малдер и Доггетт сталкиваются на этой почве.